# Eleição municipal do Crato em 1988
A eleição municipal de 1988 no Crato aconteceu em 15 de novembro de 1988, com o objetivo de eleger prefeito e vice-prefeito da cidade e membros da Câmara de Vereadores.
O prefeito titular era Walter Peixoto, do PDS. Cinco candidatos concorreram à prefeitura do Crato. José Aldegundes Muniz Gomes de Matos, do PMDB,  foi eleito com 34,40% dos votos.

## Candidatos
Nota: a tabela a seguir está organizada por ordem alfabética de candidatos.
| Prefeito(a)              | Prefeito(a) | Prefeito(a) | Vice-prefeito(a)       | Coligação       | Nº |
| Candidato(a)             | Partido     | Partido     | Candidato(a)           | Coligação       | Nº |
| ------------------------ | ----------- | ----------- | ---------------------- | --------------- | -- |
| Antônio Primo de Brito   |             | PFL         | Marcondi Sisnado       | Sem Informações | 25 |
| Francisco Marcos Bezerra |             | PT          | Carlos Alberto Luna    | Sem Informações | 13 |
| José Humberto Mendonça   |             | PTB         | Rubens Ferreira Almino | Sem Informações | 14 |
| José Tancredo Lobo       |             | PCdoB       | Jaire de Lima          | Sem Informações | 24 |
| Zé Adega                 |             | PMDB        | Wilson Marques         | Sem Informações | 15 |

## Resultados

### Prefeito
| Partido | Partido | Candidato                 | Votos  | Votos (%) |
| ------- | ------- | ------------------------- | ------ | --------- |
|         | PMDB    | Zé Adega                  | 10 895 | 34,4%     |
|         | PFL     | Antônio Brito             | 9 171  | 28,96%    |
|         | PTB     | José Humberto de Mendonça | 5 751  | 18,16%    |
|         | PT      | Francisco Marcos Bezerra  | 5 637  | 17,8%     |
|         | PCdoB   | José Tancredo Lobo        | 214    | 0,68%     |
| Totais  | Totais  | Totais                    | 31 668 |           |
| Fonte:  |         |                           |        |           |

### Vereadores eleitos
| Candidato(a)               | Partido | Votação |
| Candidato(a)               | Partido | Total   |
| -------------------------- | ------- | ------- |
| Antônio Leite              | PDS     | 1037    |
| Aluísio Brasil             | PMDB    | 655     |
| Valter Bezerra             | PFL     | 620     |
| Luiz Limaverde             | PDS     | 594     |
| Antônio Saraiva            | PFL     | 535     |
| Honorato Rodrigues         | PMDB    | 525     |
| Enrile Teles               | PMDB    | 521     |
| Dárcio Luiz                | PFL     | 489     |
| Paulo Bezerra              | PFL     | 487     |
| Ribamar Sampaio            | PTB     | 482     |
| Francisco Bezerra Teles    | PDS     | 480     |
| Claudio Esmeraldo          | PMDB    | 471     |
| Carlos Borromel Fernandes  | PMDB    | 463     |
| Edvardo Ribeiro            | PMB     | 462     |
| Emídio Macêdo              | PMB     | 441     |
| Laercio de Sousa           | PMDB    | 408     |
| Francisco de Assis Bezerra | PMDB    | 306     |
| Ronald de Figueiredo       | PT      | 301     |
| Anildo Batista             | PTB     | 253     |
| Expedito Guedes            | PT      | 233     |
| José Emerson Monteiro      | PDT     | 229     |